# Бесс, Сабина
Саби́на Бесс (нем. Sabine Baeß; род. 15 марта 1961, Дрезден, ГДР) — фигуристка из ГДР.
Тренировалась в Карл-Маркс-Штадте у известного тренера Ирены Зальцманн, выступала за клуб СК Карл-Маркс-Штадт, в паре с Тассило Тирбахом. В 1977, после второй подряд бронзы на чемпионате ГДР, пара попала в сборную страны. Тренер И. Зальцманн исповедовала спортивный, атлетичный стиль, делала ставку на сложные индивидуальные элементы (прежде всего выброс тройной риттбергер). Быстро прогрессируя, пара заняла 3-е место на чемпионатах Европы и мира в 1979. Затем в карьере наступил некоторый спад, партнер Т. Тирбах перенес травму, из-за чего пара пропустила чемпионат ГДР и Европы в 1981. Однако восстановившись к чемпионату мира, показала уверенную и сложную программу с необычно трудным набором выбросов: тройной риттбергер, тройной тулуп, двойной аксель и двойной риттбергер (последний был впервые выполнен сразу на выходе из поддержки). В сезоне 1981/82 пара добивается наибольших успехов выиграв чемпионаты ГДР, Европы и мира, везде чистейше, в темпе, четко и синхронно исполнив сложные программы. На чемпионате мира в 1983 вновь чистейше исполнили обе программы, однако в острейшей борьбе проиграли одним судейским голосом советской паре Е.Валова — О. Васильев, которая освоила более сложный прыжок тройной тулуп.
Неудачным оказались выступления пары на обеих олимпиадах, где она, будучи фаворитом, неожиданно ошибалась в короткой программе на несложных элементах: в 1980 году Т. Тирбах не смог поднять С. Бесс в обязательную несложную поддержку за бедро с одним оборотом, в 1984 неожиданно исполнил вместо простейшего прыжка двойной риттбергер — лишь одинарный (канадский судья даже не заметил эту ошибку и не снизил оценку за технику).
Сабина Бесс была скорее на ведущей роли в паре, запомнилась потрясающими выбросами (набор из тройного риттбергера и тройного тулупа и сегодня остается сложнейшим), исполняемыми в темпе, на высокой скорости, с огромным пролетом. Поддержки всегда оставались слабым местом у пар из ГДР. Пара всегда каталась под современную инструментальную музыку (часто — электронную), что, однако вполне органично соответствовало стилю катания.
Сейчас работает тренером в клубе ТСК Берлин (среди учеников — Стефани Данкерт, заняла 5-е место на чемпионате Германии). Живет в Ораниенбурге (земля Бранденбург), имеет сына.